# Stenagostus rhombeus
Stenagostus rhombeus là một loài bọ cánh cứng trong họ Elateridae. Loài này được Olivier miêu tả khoa học năm 1808.

## Hình ảnh

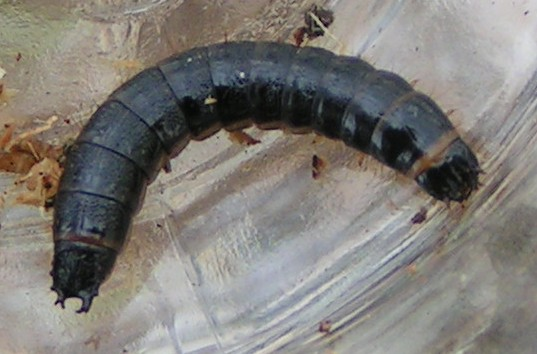